# Fulgurodes panopea
Fulgurodes panopea är en fjärilsart som beskrevs av Druce 1896. Fulgurodes panopea ingår i släktet Fulgurodes och familjen mätare. Inga underarter finns listade i Catalogue of Life.